# Église Sainte-Foy d'Agen
L'église Sainte-Foy est située place Sainte-Foy, à l'extrémité du boulevard Président-Carnot, à côté de la gare d'Agen, en Lot-et-Garonne.

## Historique
Après l'édit de persécution du 28 février 303, sainte Foy est martyrisée en 303, probablement le 6 octobre, jour de sa fête, après avoir comparu devant le tribunal de Dacien, proconsul romain durant le règne de l’empereur Maximien. Après elle, moururent sa sœur sainte Alberte, saint Caprais et d’autres habitants chrétiens de la ville, près de 500, venus partager le sort de la martyre.
Les corps des martyrs sont jetés dans des marais situés au nord d'Agen. Les marais sont asséchés plus tard. D'après le Livre des miracles de sainte Foy, les corps de sainte Foy et des principaux martyrs qui avaient abandonnés sur le lieu de leur martyre auraient été recueillis par des chrétiens et lavés avant d'être ensevelis pour les cacher. Les chrétiens ont construit une crypte appelée Saint-Caprais-du-Martyre, au Ve siècle. Elle subsiste encore sous l'église du Martrou, l'ancienne chapelle des Pénitents gris qui a été la chapelle de l'ancien hôpital Saint-Jacques. Cette crypte est appelée le Martrou, ou caveau des martyrs. On y trouve un puits où ont été précipités les corps des martyrs. L'accès à la crypte a été fermé au XVIIe siècle par les autorités ecclésiastiques.
Saint Dulcide (ou Dulcidius), évêque d'Agen vers 405, a décidé de retirer le corps de sainte Foy de son lieu de sépulture provisoire et de construire une église dédiée à sainte Foy pour abriter ses reliques. C'était une simple cella rectangulaire en briques et divisée en trois travées voûtées. Des fouilles faites après la démolition de l'église médiévale ont permis de retrouver les fondations et de trouver des sarcophages mérovingiens et carolingiens.
Le corps de saint Caprais est aussi séparé des autres reliques des martyrs par l'évêque Dulcide qui le fait transporter à l'intérieur de la ville, placer dans un sarcophage qui est placé dans une église qui est devenue la collégiale Saint-Caprais après sa reconstruction au XIIe siècle. Cette basilique est citée par Grégoire de Tours, en 592. 

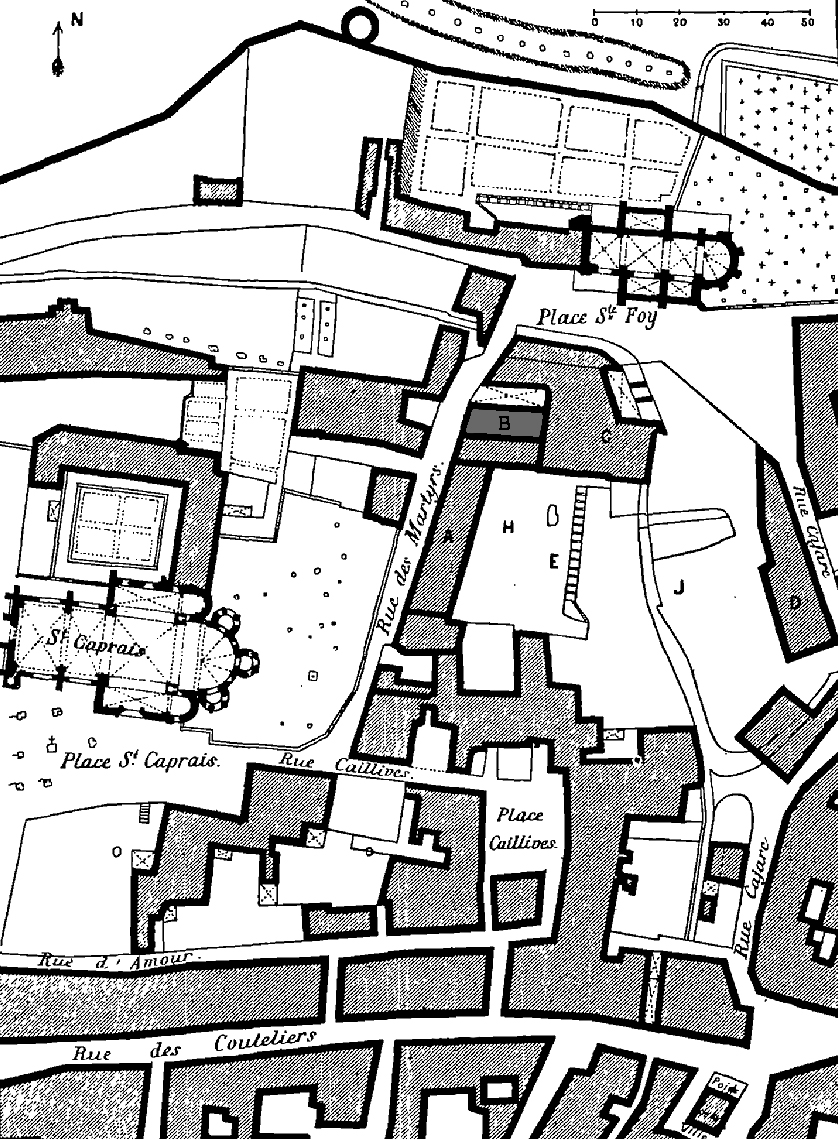
L'emplacement de l'hôpital du Martyre à la fin du XVIIIe siècle est indiqué par des lettres, entre l'église Sainte-Foy et la collégiale Saint-Caprais. La chapelle du Matrou est en gris, avec la lettre B.
Plan du baron Lomet.
Philippe Lauzun, Revue de l'Agenais (1892).

Agen a été en grande partie pillée et détruite par les Sarrasins au VIIIe siècle et les Normands au IXe siècle. La cité des Nitiobroges était située plus au sud. Il ne semble pas que l'église Sainte-Foy ait été détruite par les Normands. Les reliques de sainte Foy ont été transportées à l'abbaye de Conques en 866 pour les protéger de ces attaques. Au Xe siècle, la ville s'est déplacée vers le nord, près des églises Sainte-Foy et Saint-Caprais avec une nouvelle enceinte.
L'église Sainte-Foy est reconstruite dans la seconde moitié du XIIIe siècle. Une nouvelle enceinte de la vie est construite au XIIIe siècle, englobant l'église Sainte-Foy. L'église est construite en briques à nef unique à trois travées voûtées en grandes croisées d'ogives légèrement surhaussées. Vers le XVe siècle, l'édifice étant insuffisant pour le service d'une paroisse, elle est agrandie en élevant des bas-côtés et un chevet pentagonal parementés en pierre et flanqués de contreforts sur les angles.
En 1807, l'abbatiale Sainte-Foy de Conques a donné une partie des reliques de sainte Foy qui sont déposées dans l'église.
L'arrivée du train et la construction de la gare d'Agen, mise en service en 1856, a entraîné le déplacement du cimetière entre 1852 et 1857. L'église Sainte-Foy gênait encore pour permettre le percement du boulevard Président-Carnot entre 1895 et 1905 jusqu'à la gare. La nef de l'église médiévale a été démolie en 1892. L'église Sainte-Foy a été reconstruire suivant une direction perpendiculaire à celle de l'église médiévale.  et la construction de l'église Sainte-Foy actuelle. Elle a été rendue au culte en 1913. Le clocher a été construit en 1877 suivant les plans de Léopold Payen mais la République a exigé que la devise soit gravée sur les murs du clocher.

## Galerie d'images

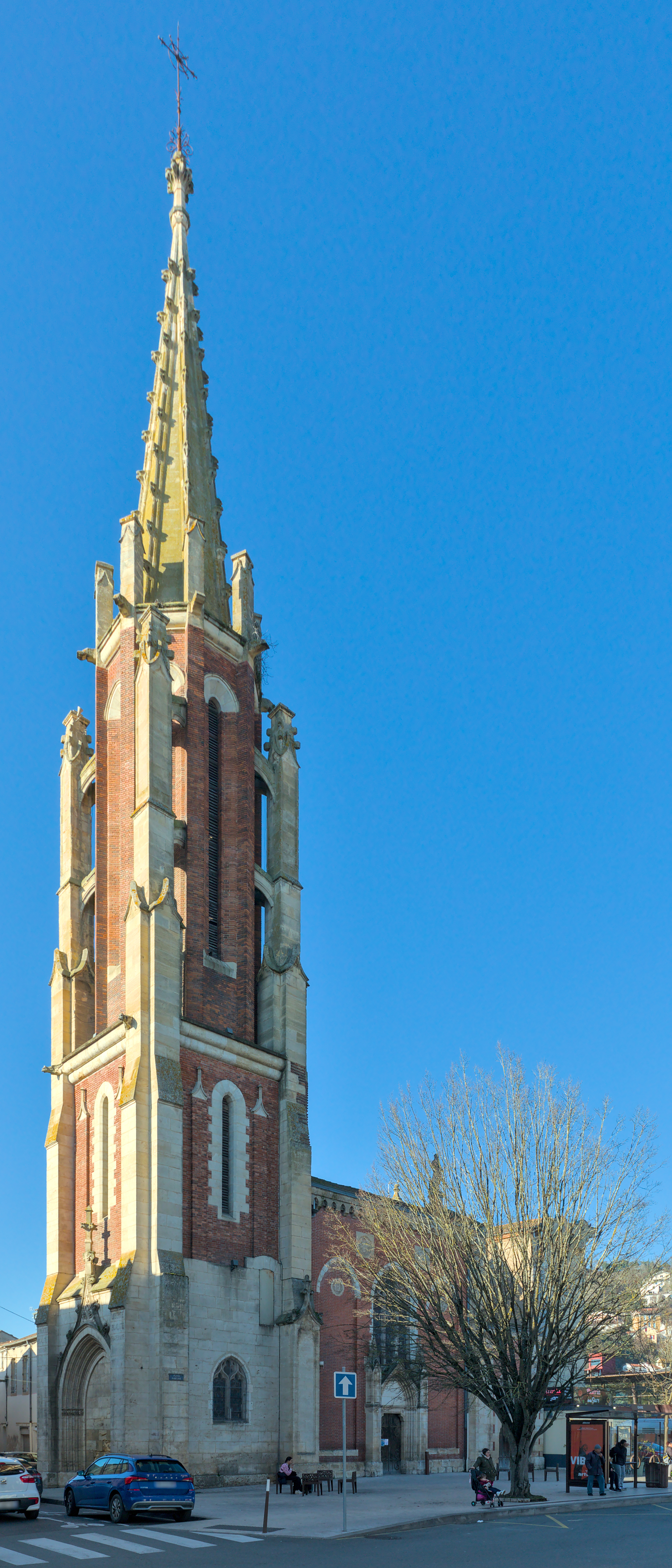
L'église.
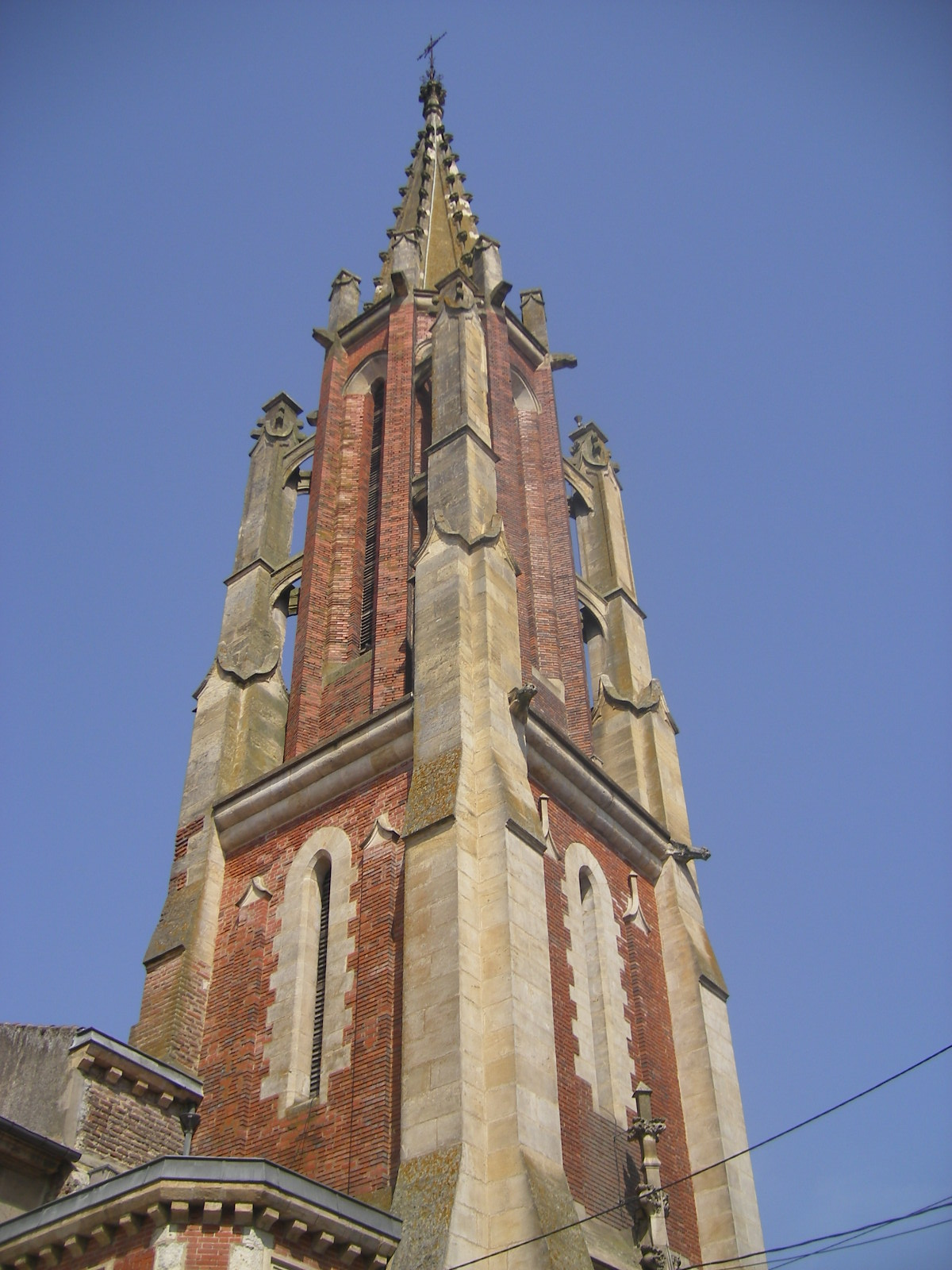
Le clocher.
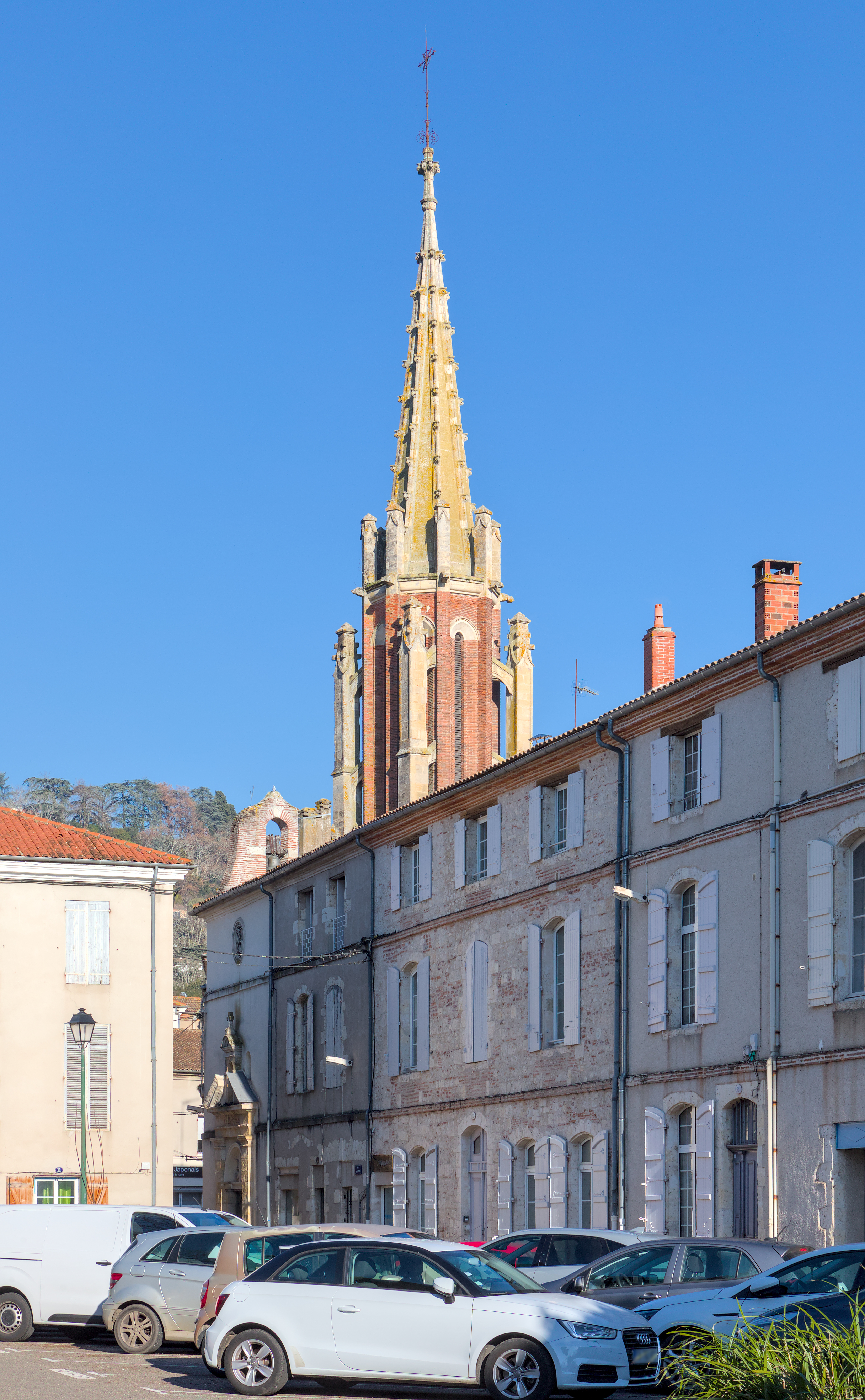
Le clocher vu depuis le parvis de la cathédrale.
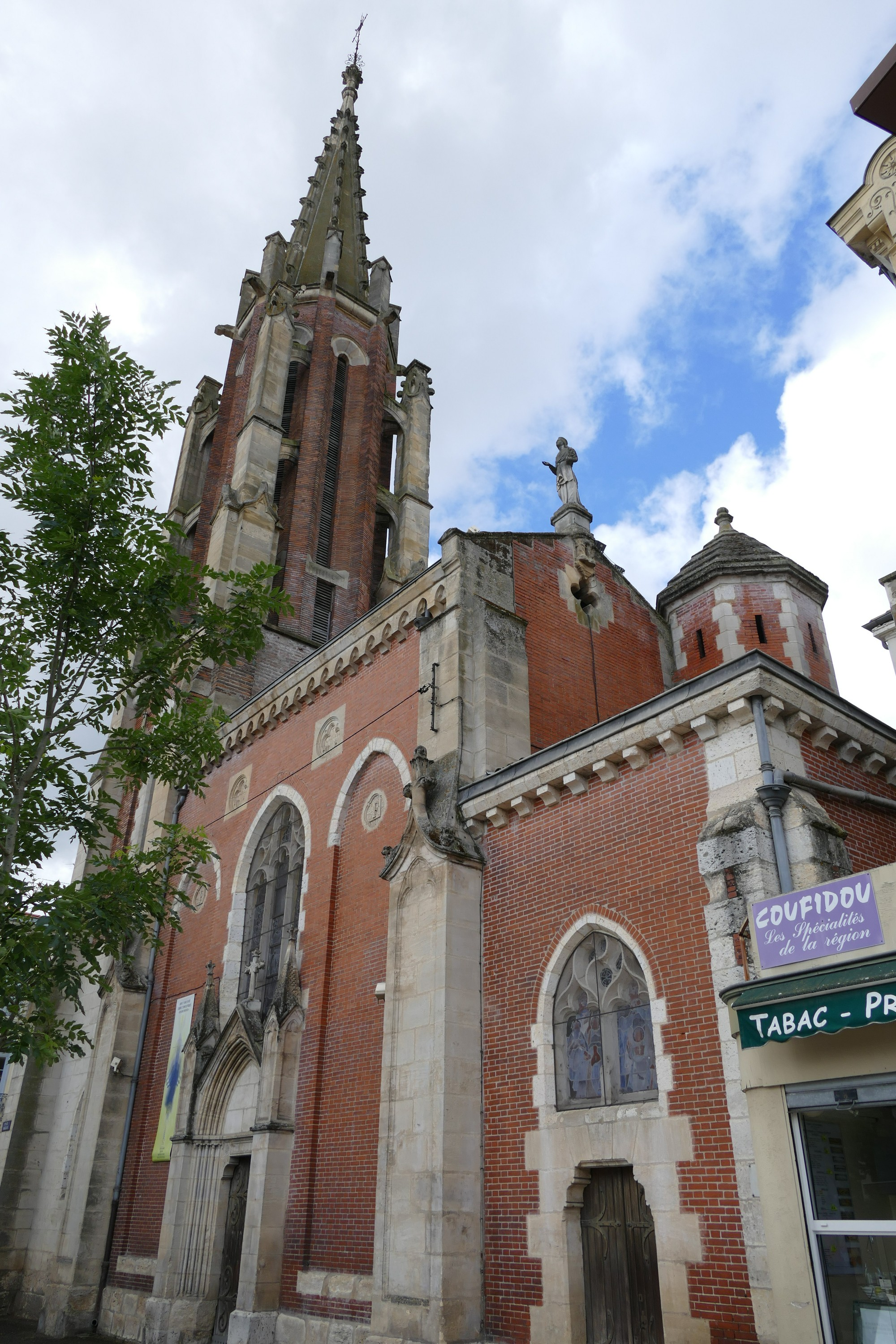
La façade.
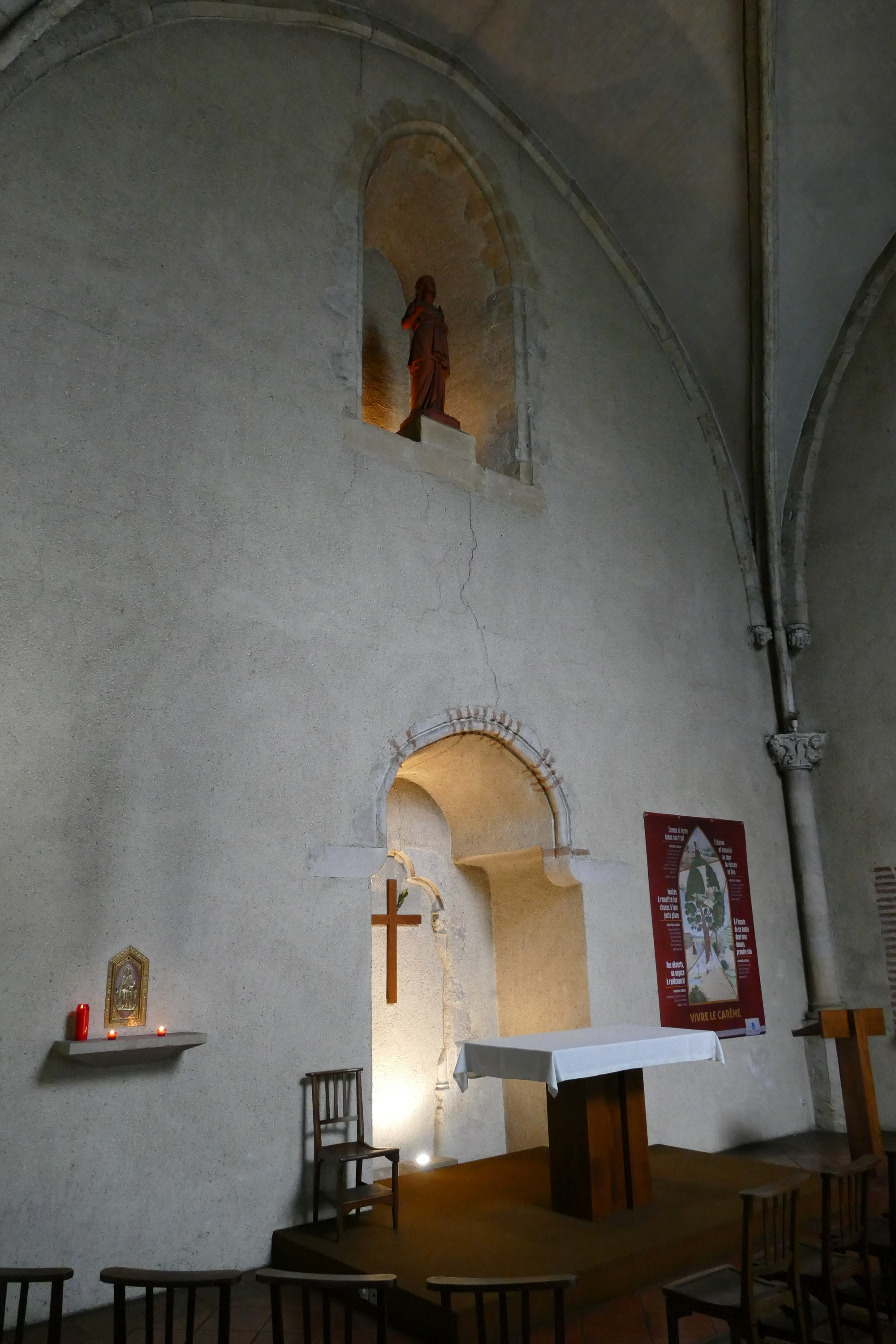
L'intérieur.
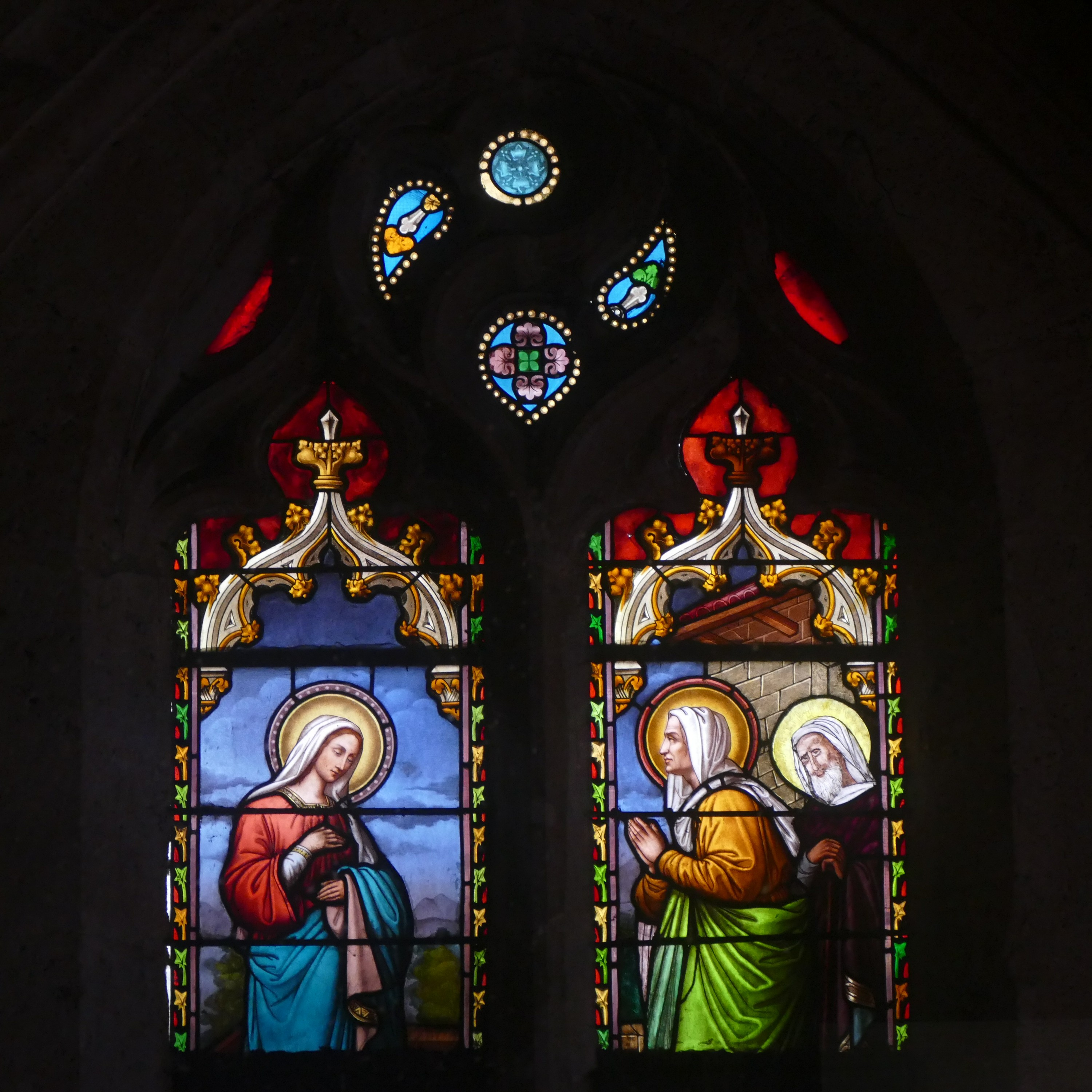
Vitrail.
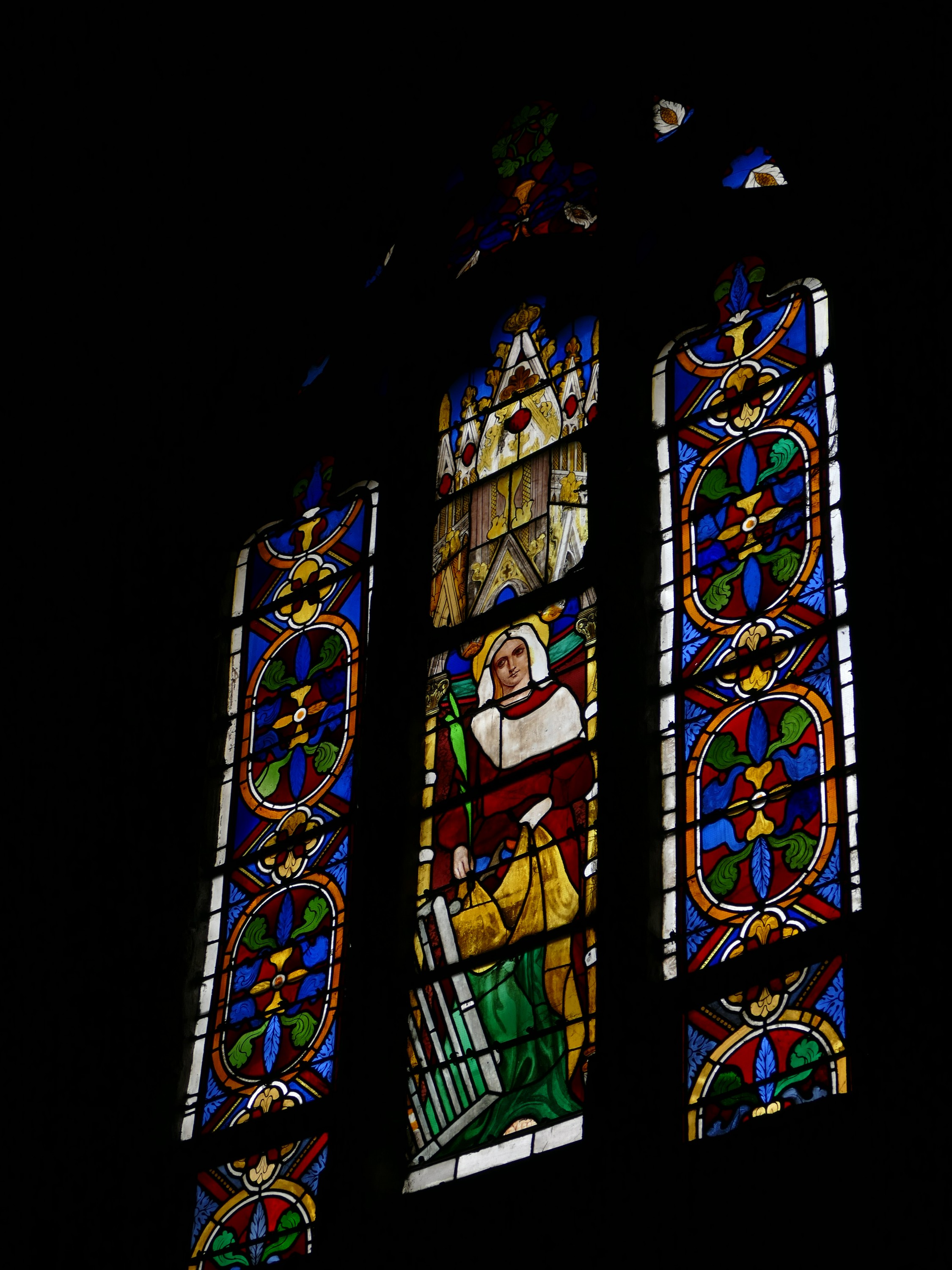
Vitrail.
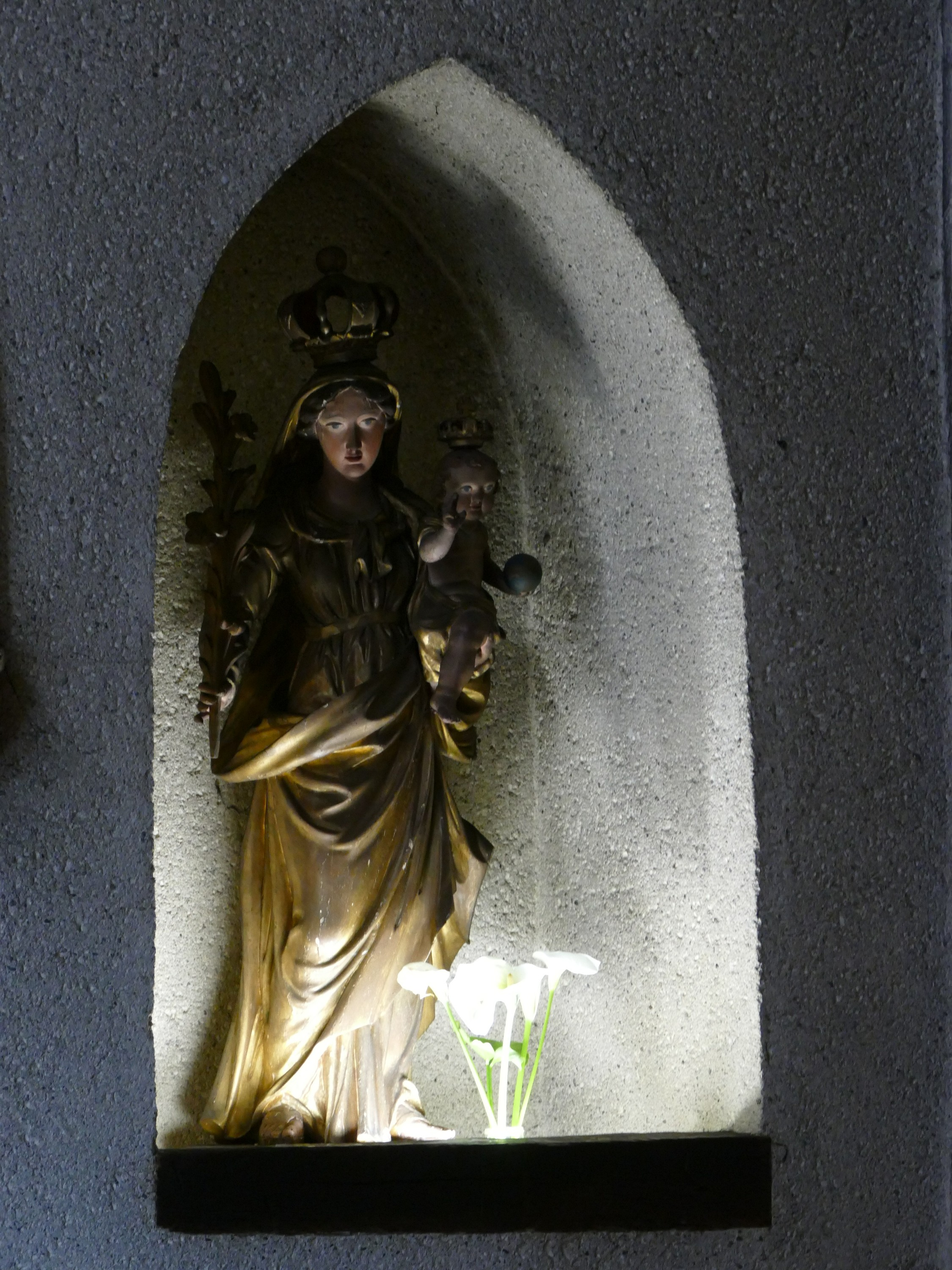
Statue de la Vierge.